# Mortazà Hobaidul·la uli Rakhímov
Mortazà Hobaidul·la uli Rakhímov (en baixkir Мортаҙа Ғөбәйҙулла улы Рәхимов; en rus Муртаза́ Губайду́ллович Рахи́мов, Murtazà Gubaidúl·lovitx Rakhímov) (Tavakanovo, districtre de Kugartxinski, 7 de febrer de 1934 - Ufà, 11 de gener de 2023) va ser un polític i estadista baixkir. Fou el primer president de la República de Baixkortostan, a Rússia entre els anys 1993 i 2010.
Fou elegit el 17 de desembre de 1993 com a primer president de la República. Abans de les eleccions, Rakhímov fou cap del Soviet Suprem de la República, el càrrec més alt en el seu temps.